# 曹村镇 (瑞安市)
曹村镇是中华人民共和国浙江省温州市瑞安市下辖的一个镇。
2015年12月25日，浙江省人民政府批复同意调整马屿镇管辖范围，增设曹村镇，镇政府驻曹南村。

## 行政区划
曹村镇下辖以下村级行政区划单位：
曹东村、曹南村、曹西村、曹北村、上都村、西前村、南堡村、碗窑村、南岙村、东岙村、丁凤村、宋岙村、魏岙村和许岙村。